# 尚努埃爾引理
在數學的同調代數中，尚努埃爾（Schanuel）引理是一條簡易的基本結果，可用來比較一個模離投射性有多遠。

## 敘述
設R是環，
0  →  K  → P →  M →  0
0  → K'  →  P '  →  M  → 0
是兩條左R-模的短正合序列，P和P '是投射模，則K ⊕ P '同構於K ' ⊕ P。

## 證明
定義P ⊕ P '的子模如下，其中φ : P → M，φ' : P ' → M：
{\displaystyle X=\{(p,q)\in P\oplus P^{\prime }:\phi (p)=\phi ^{\prime }(q)\}.}
定義映射 π : X → P為自X投射第一個座標至P。φ' 是滿射，所以對任何p ∈ X，都有q ∈ P ' 使得φ(p) = φ'(q)。故有(p,q) ∈ X，得 π (p,q) = p。因此π 是滿射。
考慮π 的核：
{\displaystyle {\begin{aligned}{\text{ker}}\;\pi &=\{(0,q):(0,q)\in X\}\\&=\{(0,q):\phi ^{\prime }(q)=0\}\\&\cong \;{\text{ker}}\;\phi ^{\prime }\cong K^{\prime }.\end{aligned}}}
由此可知有短正合序列
{\displaystyle 0\rightarrow K^{\prime }\rightarrow X\rightarrow P\rightarrow 0.}
因為P是投射的，所以序列分裂，故有X ≅ K ' ⊕ P。
同理可得
{\displaystyle 0\rightarrow K\rightarrow X\rightarrow P^{\prime }\rightarrow 0,}
因此X ≅ P ' ⊕ K。結合X的兩等價式，結果得證。

## 長正合序列
以上證明也可推廣至長正合序列。

## 應用
設
{\displaystyle \ldots \rightarrow P_{1}\rightarrow P_{0}{\xrightarrow {f_{0}}}M\rightarrow 0}
是M的一個投射分解，使得{\displaystyle \mathrm {ker} (f_{0})}是投射的，則M的每個投射分解都是如此。

### 證明
設{\displaystyle \ldots \rightarrow Q_{1}\rightarrow Q_{0}{\xrightarrow {g_{0}}}M\rightarrow 0}是另一個投射分解。考慮短正合序列
{\displaystyle 0\rightarrow \mathrm {ker} (f_{0})\rightarrow P_{0}\rightarrow M\rightarrow 0}
{\displaystyle 0\rightarrow \mathrm {ker} (g_{0})\rightarrow Q_{0}\rightarrow M\rightarrow 0}
從尚努埃爾引理可知{\displaystyle P_{0}\oplus \mathrm {ker} (g_{0})\cong Q_{0}\oplus \mathrm {ker} (f_{0})}，而從假設知{\displaystyle Q_{0}\oplus \mathrm {ker} (f_{0})}是投射的，故{\displaystyle \mathrm {ker} (g_{0})}是投射模的直和項，因此也是投射的。

## 起源
斯蒂芬·尚努埃爾在歐文·卡普蘭斯基1958年秋季學期芝加哥大學的同調代數課上發現這個證法。卡普蘭斯基在書上說：他在課上給出了一個模的投射分解的一步，並指出若在一個分解中這個核是投射的，則在所有分解中都是投射的，又說雖然命題簡單，但須過些時候才能證。尚努埃爾回應說這容易證，於是描述了大概，就是後來以其命名的引理。他們討論了幾天後，得到了完整的證明。